# NGC 2691
NGC 2691 (другие обозначения — UGC 4664, IRAS08515+3943, MCG 7-18-64, ZWG 208.68, MK 391, ZWG 209.6, KUG 0851+397, PGC 25020) — спиральная галактика (Sa) в созвездии Рыси. Открыта Уильямом Гершелем в 1787 году.
Этот объект входит в число перечисленных в оригинальной редакции «Нового общего каталога».
В галактике вспыхнула сверхновая SN 2011hr типа Ia, её пиковая видимая звездная величина составила 16,9. Сверхновая находилась в 3,4” к северу и в 3,7” к западу от центра галактики, что соответствует расстоянию 1,5 килопарсек в проекции на картинную плоскость при расстоянии от NGC 2691 до Млечного Пути в 60,0 мегапарсек. В сверхновой было синтезировано около 1,1 M⊙ никеля-56. Одна из особенностей сверхновой состоит в том, что при её вспышке было выброшено 0,07 M⊙ элементов средней массы (таких, как сера, кремний, кальций и кислород), что значительно меньше среднего значения для сверхновых типа Ia, которое составляет около 0,3—0,4 M⊙.